# Mentor (orfebre)
Mentor (en llatí Mentor, en grec antic Μέντωρ) fou un orfebre que treballava la plata, el més important dels orfebres grecs, que devia florir abans del 356 aC.
Segons Plini el Vell les seves millors obres van desaparèixer en la destrucció del temple d'Àrtemis a Efes i altres a l'incendi del Capitoli, i Plini diu que a la seva època no en quedava cap, però probablement es referia a les peces grans, ja que alguns objectes més petits encara existien més endavant i eren molt apreciats, segons diuen Ciceró, Marcial i Properci, encara que algunes eren amb tota seguretat falses. Va fer gerros i copes, aquestes últimes anomenades Thericlea. Llucià de Samòsata utilitza les paraules μεντορουργῆ ποτηρια ("Mentorourge poteria" Copes elaborades per Mentor) per referir-se a copes de plata elaborades amb molta precisió.